# 秦友足
秦 友足（はだ の ともたり）は、飛鳥時代の人物。姓はなし。

## 経歴
672年の壬申の乱で大友皇子（弘文天皇）側について戦い、鳥籠山で敗れて戦死した。秦友足についての史料は、鳥籠山の戦いについて記した『日本書紀』中の一文しかない。そこには「男依らが近江の将秦友足を鳥籠山で討ち、これを斬った」とある。
村国男依らが率いる大海人皇子（天武天皇）側の軍は、数万の兵力でこのとき琵琶湖東岸を西進していた。これに対して大友皇子側（近江側）も数万の兵を向かわせたが、7月7日に息長の横河で会戦して敗れた。鳥籠の戦いはその2日後である。
この頃の近江軍は指揮系統が混乱していた。書紀の表現では秦友足がこの戦いの総指揮官と読めるが、確実ではない。鳥籠は犬上郡にあるので、鳥籠山は犬上郡と坂田郡との境界付近の丘陵にあたるとされるが、具体的にどの山かについては諸説ある。